# حشيشة الملاك
حشيشة الملك    أو الملاكية جنس نباتي يتبع الفصيلة الخيمية. تسمى أيضًا حشيشة الملائكة.
هي عشبة من أصول صينية تتميز بأوراقها المسننه وأزهارها البيضاء. تسمى نبتة حشيشة الملاك بهذا الاسم لكثرة فوائدها ومنافعها.

## وصف النبتة
تنمو هذه النبتة لتصل إلى علو 105-108 مترًا وهي نبتة تدوم لأكثر من سنتين. أوراقها عريضة ولها رؤوس منبطحة من الزهر الأخضر القريب إلى البياض.
هي نبتة برية ولكن نستطيع زراعتها في الحدائق، هذه النبتة تزهر وتتفتح في أوائل الصيف حتى نهايته.

## فوائد النبتة
نبتة حشيشة الملاك غنية وثرية بالعديد من الفيتامينات مثل B12، والأملاح المعدنية مثل: الحديد والزنك وهي تعتبر من النباتات الطبية التي تستخدم في علاج العديد من الأمراض بدورها مضادًّ للميكروبات والبكتيريا.
تنفع لكل أنواع الامراض المعدية تقاوم السم بتقوية القلب واراحته، ومن الامراض المعروفة والتي هي علاج اولي لها هو مرض الطاعون ومرض الصدفية المزمن، تنفع للالتهابات وتريح المعدة تخفف من حده الزكام وتنظم ضربات القلب دون حدوث تجلط داخل الاوعيه الدمويه
مفيده كثيرا للنساء الحوامل الاتي يعانين من حالات الانيميا تستخدم كمطهر للامعاء وشائعه كثيرا في حالات التسمم الناتجه عن النيكوتين وتناول الكحول، تمنع حدوث قرحة المعدة؛ لأنّها تحتوي على مركبين يمنعان إفراز الحمض المعوي، والآخر يقلّل من التوتر النفسي. تساعد على منع انتشار الأورام السرطانية، وخاصّةً الأورام الليفيّة في الرحم.
تعمل على حماية الكبد وتقويته، تعالج هشاشة العظام وتساقط الشعر لدى النساء، وتساعد على منع انتشار الأورام السرطانية وخاصة الأورام الليفية في الرحم.

## من أنواعها الأصيلة في الوطن العربي
- حشيشة الملاك الحرجية (باللاتينية: Angelica sylvestris) في بلاد الشام وتركيا وكل

أوروبا

## من أنواعها الأخرى
- حشيشة الملاك الأزهرية (باللاتينية: Angelica adzharica) في جورجيا
- حشيشة الملاك الصينية (باللاتينية: Angelica sinensis) في شرق آسيا
- حشيشة الملاك الطبية (باللاتينية: Angelica archangelica) في شرق أوروبا